# تشارلز دبليو. شي
تشارلز دبليو. شي (بالإنجليزية: Charles W. Shea)‏ هو عسكري أمريكي، ولد في 24 أغسطس 1921 في نيويورك في الولايات المتحدة، وتوفي في 7 أبريل 1994 في بلينفيو في الولايات المتحدة.